# Crosse en l'air
L’expression crosse en l’air signifie, dans le vocabulaire révolutionnaire français, la fraternisation entre le peuple insurgé et les soldats en armes, ceux-ci en retournant leurs armes canon vers le sol indiquent qu’ils refusent d’en faire usage contre les insurgés, mais qu’ils les conservent pour en faire un autre usage, si nécessaire, contre leurs officiers ou les gouvernants.

## Une expression et un geste spécifiquement français
Peu d’historiens se sont intéressés spécifiquement à cette question. Même si Patrick Bruneteaux écrit que ce geste devient « universel » dès le début du XXe siècle, Éric Fournier relève que l’expression n’existe qu’en français, notamment en étudiant les paroles de L'Internationale dans d’autres langues. En anglais, en russe, en espagnol, en italien et en allemand, l’expression « crosses en l’air » est traduite par d’autres expressions (ce qui montre que cette expression n’existe pas dans d’autres langues), expressions qui n’ont pas la tonalité de fraternisation de la troupe avec les révolutionnaires, avec à chaque fois un glissement de sens plus proche de la reddition ou de la mutinerie classique.

## Histoire du geste
Le geste de porter le fusil crosse vers le haut, canon vers le bas existe au XVIIIe siècle : le règlement militaire des gardes suisses prévoyait que, en cas d’obsèques de hauts dignitaires, et notamment lors du départ des funérailles royales pour Saint-Denis « les troupes, rangées en haie d’honneur, port[ent] le deuil en recouvrant les tambours d’une crêpe noire (sic), piques et drapeaux pointés au sol, fusils crosse haute ».

### Révolution française: retournement de l’usage ancien
Les premières utilisations révolutionnaires de ce geste datent de la Révolution française. La première fois se situe lors de la prise de la Bastille le 14 juillet 1789 : les soldats de la garnison hissent le drapeau blanc, mettent la crosse en l’air et font des signes de paix avec leurs chapeaux. Ni les révolutionnaires de l’époque, ni les historiens du début du XIXe siècle n’interprètent ce geste comme décisif : soit ils l’ignorent, soit ils le mentionnent sans lui accorder une grande importance (les soldats ont d’ailleurs utilisé ce geste au milieu d’autres à la signification proche pour être sûrs de bien se faire comprendre).
La deuxième apparition du geste se situe le 25 juin 1791, lors du retour de Varennes : les autorités avaient interdit toute acclamation et tout signe d’hostilité à la famille royale. Les gardes nationaux, rangés en haie d’honneur pour maintenir l’ordre sur le parcours de la berline ramenant la famille royale, portent leurs fusils crosse en l’air, subvertissant le geste qui devient selon Rabaut Saint-Étienne un geste de souveraineté populaire. Toutefois, là aussi, le geste est ignoré ou peu interprété.
Enfin, un troisième usage apparait. Dans une proclamation imprimée à 50 000 exemplaires en septembre 1792, la Convention appelle les soldats prussiens et autrichiens à porter leurs fusils crosse en l’air en signe de fraternisation, d’égal à égal, avec le soldat révolutionnaire français. Il n’y a pas de mention connue que cette proclamation ait été suivie d’effet. Dans les dix ans de 1789 à 1798, mettre la crosse en l’air est un geste qui n’est utilisé que trois fois, sans que l’expression ne soit fixée, et sans que son usage n’ait été repéré comme révolutionnaire par les historiens ni même par les révolutionnaires eux-mêmes.

### Sous le Premier Empire: une punition militaire
L’expression « crosse en l’air » est paradoxalement fixée par le général Bonaparte lors de la campagne d'Égypte. Pour punir la 69e demi-brigade, il ordonne que ses soldats feront la retraite crosse en l’air, parmi d’autres punitions. La sanction est à nouveau appliquée par le maréchal Davout lors de la retraite de Russie contre le 33e régiment d'infanterie légère. La punition est à la fois une humiliation et une épreuve physique, si dure que certains officiers ont protesté.
À la fin du Premier Empire, lors de la Première Restauration et des Cent-Jours, l’expression devient synonyme de reddition honteuse, de ruse infâme visant à surprendre l’ennemi en lui faisant croire à une reddition avant de retourner les fusils contre lui.

### AuXIXesiècle: un geste du répertoire révolutionnaire

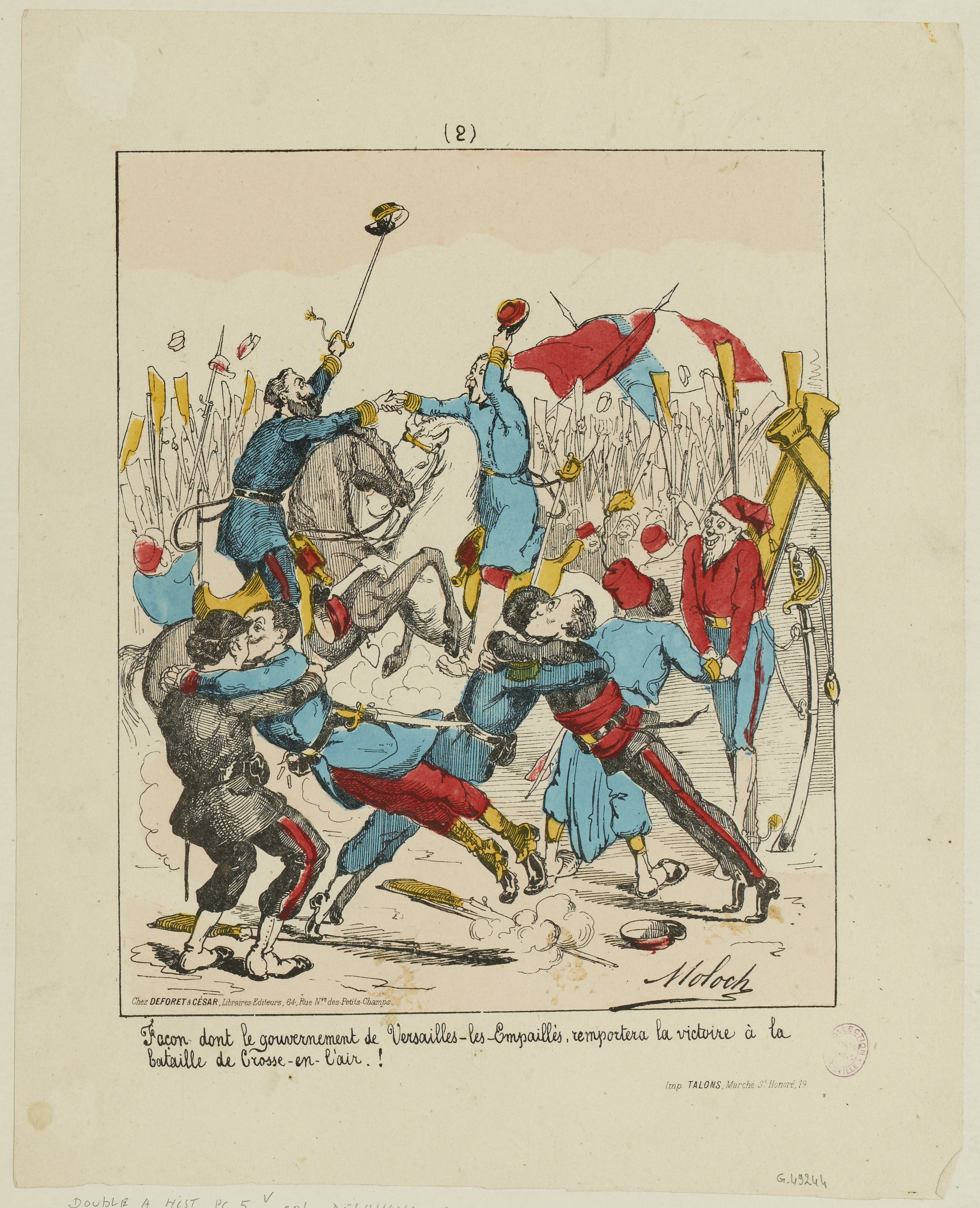
En 1871 : la bataille de crosse-en-l’air, les fédérés et les versaillais s’embrassent.

Lors de la révolution de juillet 1830, il n’est pas certain que le geste ait été pratiqué. Les seuls mentions qui en font état émanent d’auteurs conservateurs, qui s’en servent pour déshonorer les soldats qui l’auraient pratiqué. Ainsi, en 1830, le terme est encore marqué d’infamie.
La première fois où le geste de mettre la crosse en l’air est décrit de façon positive se situe lors de la révolte des canuts de 1834. Lors de la manifestation du 5 avril 1834, place Saint-Jean, à l’occasion du procès des grévistes, la foule entoure le cordon de soldats protégeant le palais de justice, leur fait remettre la baïonnette au fourreau, leur fait mettre la baguette dans le canon des fusils pour vérifier qu’ils n’étaient pas chargé, et leur fait mettre les fusils crosse en l’air. Les soldats consentent à tout, gardent l’arme au pied, trinquent avec les canuts. Si le geste est pour la première fois accompagné de l’expression dans un sens de fraternisation avec les insurgés, il n’est pas suffisant à lui seul comme indication de fraternisation des soldats (puisque qu’il est accompagné de nombreux autres).
Lors de la révolution de février 1848, la pratique se répand. Les soldats de l’infanterie de ligne l’utilisent plusieurs fois lors de leurs mutineries et de leurs fraternisations avec les insurgés. Mais encore à ce moment, le geste reste considéré par les officiers comme une honte : lorsque le général de Saint-Arnaud fait sa reddition, il obtient pour ses troupes de ne pas avoir à sortir crosse en l’air, alors que les insurgés envahissent le palais des Tuileries en levant, eux, la crosse en l’air. Lors de la journée du 13 juin 1849, deux mentions de soldats (des artilleurs) mettant crosse en l’air sont faites, rue Saint-Martin et au Conservatoire. Si c’est à ce moment-là que la crosse en l’air devient de façon claire un geste révolutionnaire, il n’existe a priori qu’une seule représentation explicite de ce geste. Et le geste reste ambigu : les insurgés contre le coup d'État du 2 décembre 1851 qui s’avancent crosse en l'air contre la troupe venue les réprimer à Béziers et à Crest, les appelant ainsi à la fraternisation, se font tirer dessus.
C’est lors de la Commune de Paris, le 18 mars 1871, que le geste s’inscrit définitivement dans l’histoire et l’imaginaire révolutionnaire, lorsque les gardes nationaux mettent la crosse en l’air et que les soldats du 88e régiment d'infanterie refusent de leur tirer dessus, soit gardant l’arme au pied, soit mettant la crosse en l’air, soit se laissant désarmer par les femmes. C’est la première fois que le geste révolutionnaire n’est pas un élément, mais l’élément déclencheur de l’insurrection. On le retrouve ensuite dans la commune de Narbonne et celle de Marseille. Des soldats montant pour réprimer la Commune de Paris mettent eux aussi la crosse en l’air dans le Puy-de-Dôme, dans l’Yonne, dans l’Isère, à Chartres, et dans des gares proches de Paris ; ils sont arrêtés.
Après 1871, le geste devient le symbole du refus de tirer sur la foule dans les opérations de maintien de l’ordre effectué alors par l’armée. Au début du XXe siècle, nombreux sont les appels à « lever la crosse en l’air » dans les publications protestataires et plus particulièrement chez les antimilitaristes.
La Révolte des vignerons de 1907 est le dernier moment où le geste est pratiqué. Le geste n’est pratiqué ni durant les mutineries de 1917, ni dans les mutineries de la mer Noire (1919).

## Dans la culture contestataire

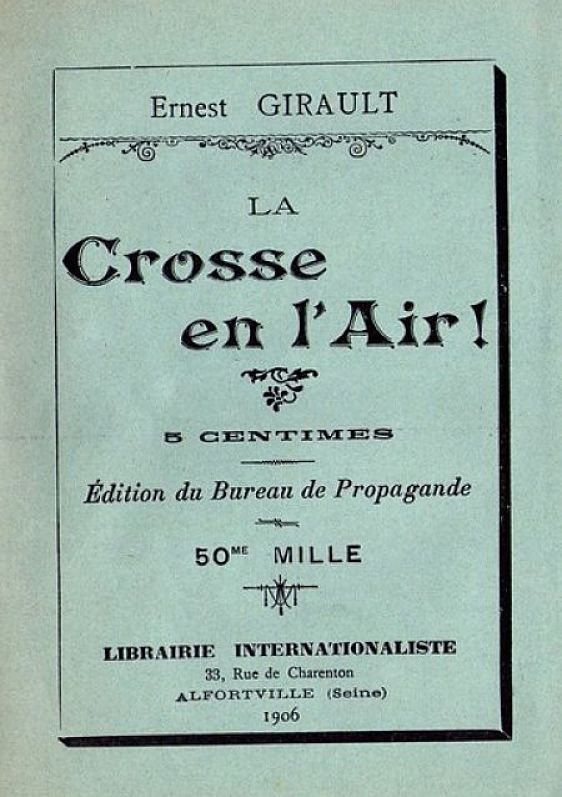
Couverture de La Crosse en l’air.

Au XXe siècle (après 1914), on ne note plus d’exemple d'unité ayant mis la crosse en l’air. Cependant, l’expression possède un fort pouvoir évocateur et elle est utilisée par les propagandes des mouvements antimilitaristes ou révolutionnaires pour inciter les unités de l’armée à la rébellion.
Au début du XXe siècle, l’antimilitariste et pacifiste français Ernest Girault publie La Crosse en l’air.
En 1936, lors de la guerre d'Espagne, le poète français Jacques Prévert publie le recueil La Crosse en l'air en « plaidoyer pour l’Espagne libre ». L’un des thèmes majeurs du recueil est l’antimilitarisme,.
Lors de la guerre d'Indochine, le Dich Van (service propagande du Viet Minh) pour inciter les troupes coloniales françaises à quitter les rangs des troupes françaises d'Extrême-Orient, utilise dans ses tracts incitant à la reddition ou à la désertion, la symbolique de la crosse en l’air, parmi d'autres. On estime que chez les soldats originaires d’AFN, quelques centaines de goumiers et de tirailleurs (entre 200 et 400 selon les sources militaires ouvertes) ont suivi la propagande Viet Minh, quelques uns rejoignant même les rangs des insurgés.
Selon le psychologue Th. Kammerer, certains consommateurs de stupéfiants des années 1970 auraient adopté comme emblème la seringue croisée avec le fusil crosse en l’air, avec la devise « Plutôt se détruire qu’agresser ».
René Rémond assimile la stratégie marxiste-léniniste de la crosse en l’air, qu’il qualifie de défaitisme révolutionnaire, à un pacifisme.